# ウルス
ウルス（中世モンゴル語: ᠦᠯᠦᠰ ulus、 現代モンゴル語: улс、ラテン文字転写: uls、オルス）は、モンゴル語で「国家」「人々」を意味する単語である。原義は「人の渦」。遊牧民であるモンゴル人にとっては、国家とはすなわち人々の集合体であったことから同義語となっている。

## 歴史用語としてのウルス
歴史用語としては、テュルク語でイル(il)、エル(el)と呼ばれる語とほぼ同義で、カン（王）などの称号を帯びた君主に率いられた遊牧民の自立的な政治集団を指す。原初的には、チンギス・カン以前の11世紀のモンゴル部族のような、諸集団（氏族）の長同士がある程度擬制的な血縁関係をもって政治的に結集した遊牧部族を指したようである。

### モンゴル帝国のウルス
13世紀初頭、モンゴル高原を統一したチンギス・カンは、支配するモンゴル高原の西端に長男ジョチ、次男チャガタイ、三男オゴデイの3子に4000戸（4個千人隊）ずつの遊牧集団を、東端には3人の同母弟とその家族に合計12000戸（12個千人隊）の遊牧集団をウルスとして与え、皇帝の権力から半ば自立した遊牧政治集団を形成させた。また、チンギス・カンはオイラトやオングートのような、モンゴルに服属した有力な部族集団も複数の千人隊としてある程度自立した政治集団として存続させることを許しており、モンゴル帝国はイェケ・モンゴル・ウルスを名乗り、中軍としてのカアン（ハーン）自身のウルスを中心に大小のウルスやウルスに準じるものが集合した遊牧部族連合的な性格をもった。これは、モンゴル帝国に限らず、匈奴からジュンガルまで中央ユーラシアで興起した多くの遊牧国家に共通してみられた特徴である。
やがて、ジョチ、チャガタイ、オゴデイ3子の子孫と、のちに西アジアの征服に派遣されたチンギスの四男トルイの子フレグの子孫は、それぞれモンゴル帝国の西方で大規模なウルスを形成した。これらのウルスの君主は汗（カン、ハン,Qan）を称したため、汗の治める国家という意味でしばしば汗国（ハン国／khanate）と呼ぶ。一般には、中央アジアを支配したチャガタイ・ウルスをチャガタイ・ハン国、キプチャク草原を支配したジョチ・ウルスを金帳汗国（ザラターヤ・アルダー）、西アジアを支配したフレグ・ウルスをイル・ハン国（イルハン朝）と呼び、総称して「三汗国」と呼んでいる。しかしながら「汗国」と称するものの、実際には国といえる実態ではなく、遊牧民族のみを支配下とした。遊牧民は定住せず草原を移動するので、汗国の境界線というものも実際には存在しないに等しかった。汗国の領域内（明確な領域は存在しないので正確な言い方ではないが）の非遊牧民族・定住民・都市に関しては、モンゴル帝国の支配下にあった。
しかし「カイドゥの乱」が転機となり、汗国は大きく変容する。オゴデイの孫であるカイドゥは、モンゴル皇帝権力からの分離独立を志向し、いわゆる「カイドゥの国」を成立させ、定住民や都市をも支配下とした。しかし1301年のカラコルムの戦い、タミールの戦いでモンゴル帝国に敗北して勢力を減じ、その死後にドゥアによって1306年頃「チャガタイ・ハン国によるカイドゥの国の併合」がなされた。これと同時期に、他の汗国も周辺の農耕地や都市とそこに住む定住民まで支配するようになっていき、実質上の国となった。この出来事を指して、かつてはモンゴル帝国の分裂といっていたが、実際には元の皇帝（カアン、ハーン）を宗主として、モンゴル帝国の4ウルスは緩やかな連合を14世紀の前半まで続ける。
その後、モンゴル帝国後の遊牧民社会は再編を繰り返しながら、チンギス・カンの末裔を君主とする政権は次第に消滅していき、1783年にクリミア・ハン国がロシア帝国に征服されたことをもってチンギス裔を君主に頂く国家は消滅した。

## 現代の用法
現代モンゴル語では、ウルスは「国」という意味であり、モンゴル系民族唯一の独立国であるモンゴル国のモンゴル語による正式名称は、モンゴル・ウルス(Монгол Улс)という。かつてのモンゴル人民共和国はモンゴル・アルド・ウルス（Монгол Ард Улс）だった。
現在、ロシア連邦に属するサハ共和国ではかつてのラヨン（район）をウルス（улус）と呼んでいる（この行政区画は日本語では「地区」と訳される）。